# Birrificio

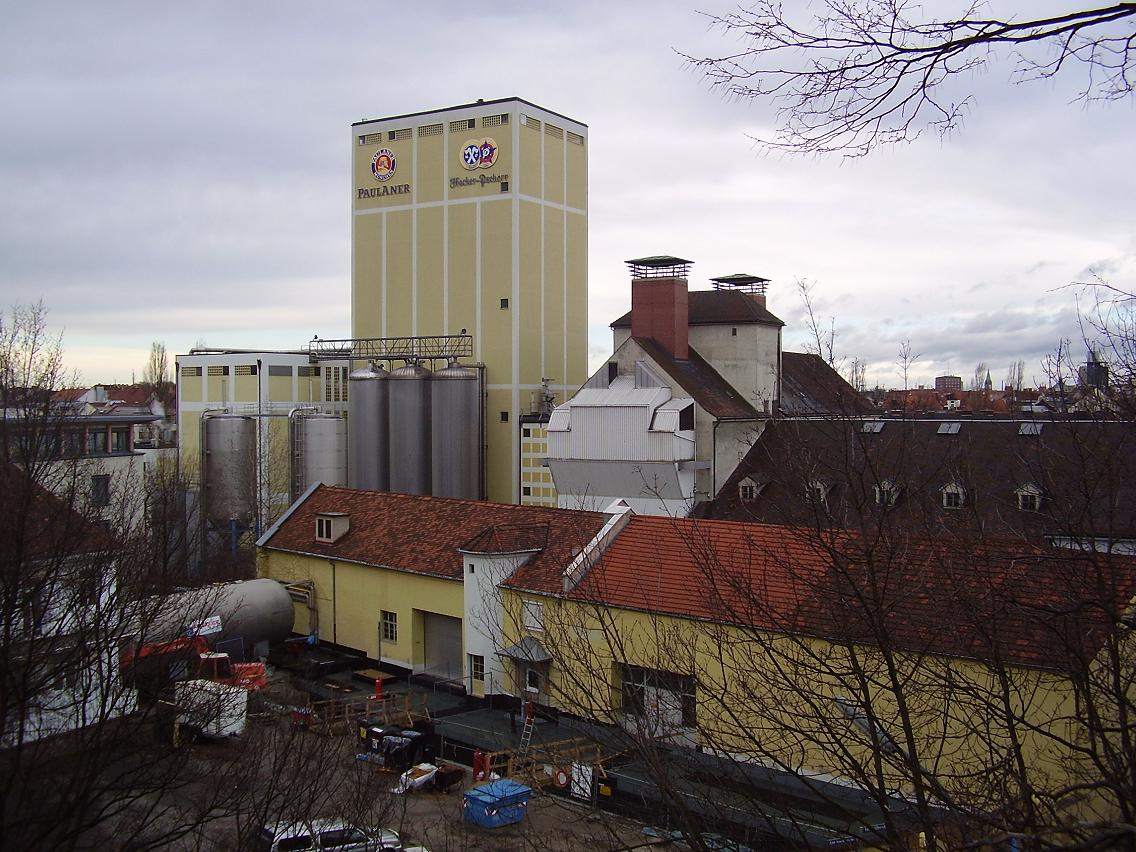
Il birrificio Paulaner a Monaco di Baviera.

Un birrificio è un edificio o un luogo in cui viene prodotta birra; il termine può anche riferirsi all'intero "business" (brewing company), legato sia alla produzione, quanto alla distribuzione e alla vendita di birra. A volte è erroneamente usato, al posto di birrificio, il termine birreria che invece è il locale dove si serve birra.
Può occupare da qualche metro quadro nella casa di un homebrewer a un'intera zona industriale di una città. Dimensioni così varie corrispondono a processi altrettanto vari: fattori importanti sono il grado di automazione e il tipo di birra prodotta. Tipicamente un birrificio è diviso in aree distinte, ognuna delle quali è destinata ad una singola parte del processo di produzione.

## Produzione della birra
Con qualche variante che caratterizza ogni tipo e marchio di birra la procedura si articola nelle fasi seguenti:
- L'orzo (o altri cereali come frumento e riso) viene trasformato in malto, viene lasciato a bagno per germinare, qualche giorno dopo si secca e poi si macina. Questa fase è spesso eseguita dalle malterie che poi vendono il prodotto ai birrifici.
- Il malto macinato è mescolato con acqua calda e messo in un recipiente di rame (o acciaio) per l'infuso. L'impasto diventa poltiglia e gli amidi dell'orzo si trasformano in zuccheri fermentabili. Il tutto viene poi filtrato per separare il liquido, cioè il mosto, dal resto.
- Si cuoce il mosto in un bollitore assieme alle infiorescenze di luppolo, una pianta erbacea che dona il carattere amaro e l'aroma.
- Il mosto è nuovamente filtrato e unito al lievito per la fermentazione, diversa a seconda della temperatura e del ceppo di lievito usato: alta se oltre i 20 °C e occorrono dai 3 ai 5 giorni di tempo, bassa se avviene sotto i 12 °C e occorrono dai 7 ai 10 giorni.
- La birra così prodotta si lascia riposare in recipienti che assicurano una pressione alta.
- La birra ormai matura è imbottigliata e pastorizzata (nei birrifici industriali).